# Altica elaeagnusae
Altica elaeagnusae là một loài bọ cánh cứng trong họ Chrysomelidae. Loài này được Zhang, Wang & Yang miêu tả khoa học năm 2006.